# ميلو
ميلو (بالإيطالية: Milo)‏ هي بلدة تقع في مقاطعة كاتانيا في صقلية في إيطاليا وبلغ عدد سكانها 1070 نسمة حسب إحصائيات 2004م.

## السكان
في سنة 1861 بلغ عدد السكان 950 نسمة، وتطور العدد ليصل في سنة 2011 لـ 1٬065 نسمة.
يظهر هذا المخطط البياني تطور النمو السكاني لـ ميلو